# 용암대지

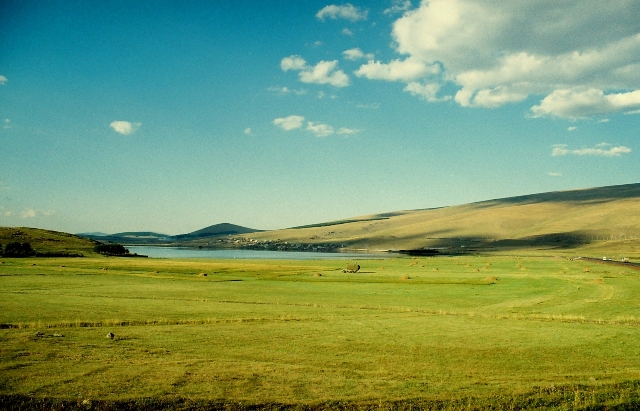

용암대지(鎔巖臺地)는 현무암질 용암이 대규모로 분출해서 생긴 평평한 지형이다. 일반적으로 분출구는 용암에 덮여버리므로 확인하기 힘들다. 대표적으로 개마고원, 인도 데칸고원의 데칸 트랩, 미국의 콜롬비아 강 유역, 시베리아의 타이미르반도, 브라질고원 등이 있다. 특히 타이미르반도의 용암대지는 페름기말의 생물 대멸종과 시기적으로 일치함이 밝혀져 그 관계가 주목받고 있다. 해저지형을 자세히 알게됨에 따라 해저에도 이와 같은 대규모의 현무암질 용암 분출 사건이 있었음이 확인되고 있다. 해양의 분출현무암괴는 해양판의 섭입을 방해하기 때문에 판의 이동 방향에 영향을 준다.
유동하기 쉬운 용암이 길게 갈라진 틈을 따라 멀리까지 분출한 것이라고 생각하면 된다. 데칸 고원에서는 수천 장에 이르는 용암이 거의 수평으로 겹쳐 2000미터나 되는 두께로 쌓여 있다.

## 같이 보기
- 백두 용암대지
- 데칸 트랩
- 추가령 구조곡